# Едвард Чейс Толмен

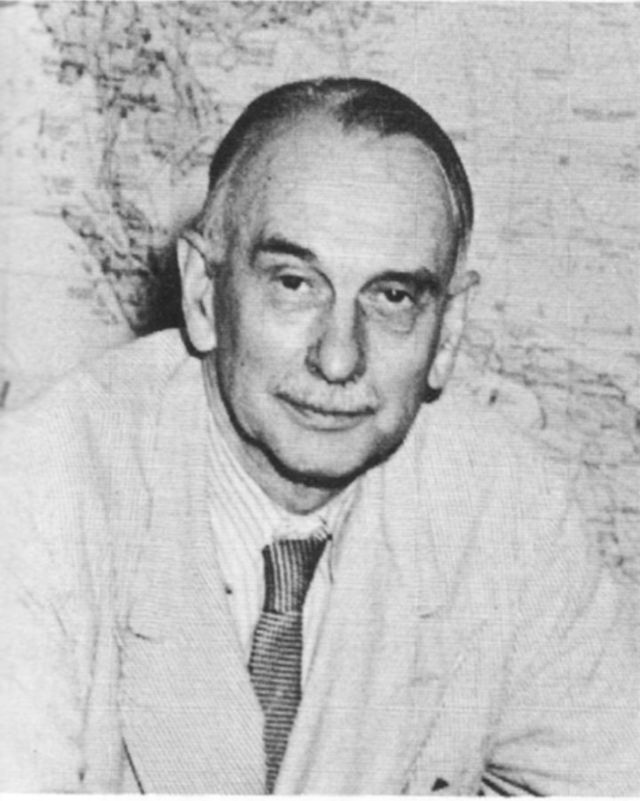

Едвард Чейс Толмен (англ. Edward Chace Tolman, 14 квітня 1886 — 19 листопада 1959) — американський психолог, представник необіхевіоризму. Автор концепції «когнітивних карт», президент Американської психологічної асоціації (1937).

## Коротка біографія
Едвард Чейс Толмен народився в 1886 році в Вест-Ньютона, районі м Ньютона, шт. Массачусетс, США. Його брат, Річард Чейс Толмен, став відомим фізиком-теоретиком. У 1911 році Едвард отримав ступінь бакалавра по електрохімії, але, так як на останньому курсі захопився психологією, продовжив освіту вже в цьому напрямку. У 1915 захистив дисертацію на тему ретроактивного гальмування. У 1915 році почав викладати в Північно-Західному університеті, але в 1918 році був звільнений і продовжив кар'єру в Каліфорнійському університеті в Берклі.
У 1932 році виходить його робота «Цільове поведінку в тварин і людей». У 1937 році Толмен стає президентом Американської психологічної асоціації (APA). У 1948 році вчений публікує знамениту роботу, присвячену когнітивним картками. У 1957 році відзначений нагородою APA за видатні наукові досягнення.
Едвард Толмен помер 19 листопада 1959 року в своєму будинку в Берклі.

### Основні статті
- Tolman E. C. Instinct and purpose :  [англ.] // Psychological Review. — 1920. — Vol. 27, № 3. — P. 217—233. — ISSN 0033-295X. — doi:10.1037/h0067277.
- Tolman E. C. A New Formula for Behaviorism :  [англ.] // Psychological Review. — 1922. — Vol. 29, № 1. — P. 44—53. — ISSN 0033-295X. — doi:10.1037/h0070289.
- Tolman E. C. A Behavioristic Account of the Emotions :  [англ.] // Psychological Review. — 1923. — Vol. 30, № 3. — P. 217—227. — ISSN 0033-295X. — doi:10.1037/h0071152.
- Tolman E. C. Behaviorism and Purpose :  [англ.] // The Journal of Philosophy. — 1925. — Vol. 22, № 2. — P. 36—41. — ISSN 0022362X. — doi:10.2307/2015202. — JSTOR 2015202
- Tolman E. C. A behaviorist's definition of consciousness :  [англ.] // Psychological Review. — 1927. — Vol. 34, № 6. — P. 433-439. — ISSN 0033-295X. — doi:10.1037/h0072254.

- Tolman E. C. Habit formation and higher mental processes in animals :  [англ.] // Psychological Bulletin. — 1927. — Vol. 24, № 1. — P. 1—35. — ISSN 0033-2909. — doi:10.1037/h0070440.
- Tolman E. C. Habit formation and higher mental processes in animals :  [англ.] // Psychological Bulletin. — 1928. — Vol. 25, № 1. — P. 24—53. — ISSN 0033-2909. — doi:10.1037/h0075466.
- Tolman E. C., Brunswik E. The organism and the causal texture of the environment :  [англ.] // Psychological Review. — 1935. — Vol. 42, № 1. — P. 43—77. — ISSN 0033-295X. — doi:10.1037/h0062156.
- Tolman E. C. Cognitive maps in rats and men :  [англ.] // Psychological Review. — 1948. — Vol. 55, № 4. — P. 189—208. — ISSN 0033-295X. — doi:10.1037/h0061626. — PMID 18870876.[недоступне посилання з квітня 2019]

- Tolman E. C. A Psychological Model // Toward a general theory of action / Ed. by T. Parsons, E. A. Shils. — Cambridge : Harvard University Press, 1951. — P. 277—361.

### Книги
- Tolman E. C. [books Purposive Behavior in Animals and Men]. — University of California Press, 1932. — 463 p. — (The Century Psychology Series).

- Tolman E. C. Drives Toward War. — Appleton-Century Company, 1942. — 146 p. — (The Century Psychology Series).
- Tolman E. C. Behavior and Psychological Man: Essays in Motivation and Learning. — University of California Press, 1958. — 286 p.

### Англійською мовою
- Ritchie B. F. Edward Chace Tolman (англ.) // Biographical Memoirs. — Washington, D.C.: United States National Academy of Sciences, 1964. — Vol. 37. — P. 293—324.

### Російською мовою
- Абдурахманов Р. А. Молярный бихевиоризм Э. Толмена // История психологии: идеи, концепции, направления. — М: НОУ ВПО МПСИ, 2008. — С. 211—213. — ISBN 9178-5-9770-0271-4.
- Иванова Е. Л.. Толмен Эдуард Чейс // Большая советская энциклопедия.
- Карпенко Л. А., Ярошевский М. Г. Толмен Эдуард Чейс // История психологии в лицах. Персоналии / Ред.-сост. Л. А. Карпенко, под общ. ред. Л. В. Петровского. — М: ПЕР СЭ, 2005. — С. 470—471. — ISBN 5-9292-0064-5.
- Рубинштейн С. Л. Необихевиоризм Толмена // Принципы и пути развития психологии. — М., 1959.
- Степанов С. Э. Толмен (1886—1959) // Век психологии: имена и судьбы. — Litres, 2013. — С. 374—383. — ISBN 9785457045163.
- Хант М. История психологии / Пер. с англ. А. В. Александровой. — М.: АСТ, 2009. — С. 365. — ISBN 978-5-17-059178-7.
- Хок Р. Р. Карты в вашей голове // 40 исследований, которые потрясли психологию. Секреты выдающихся экспериментов. — СПб.: Прайм-Еврознак, 2003. — С. 149—158. — (Проект «Психология-Best»). — 3000 экз. — ISBN 5-93878-096-9.
- Яровицкий В. 100 великих психологов. — М.: Вече, 2004. — С. 351—354. — ISBN 5-94538-397-X.
- Ярошевский М. Г. Необихевиоризм // История психологии. От античности до середины XX века. — М.: Academia, 1996. — 7000 экз. — ISBN 5-7695-0068-9.